# 天草市立天附小学校
天草市立天附小学校（あまくさしりつ あまつけしょうがっこう）は、熊本県天草市牛深町（下須島）にあった小学校。

## 沿革
- 1882年（明治15年）- 湖東小学校天附分教場設置。
- 1887年（明治20年）- 湖東尋常小学校天附分教場と改称
- 1906年（明治39年）- 牛深尋常小学校天附分教場と改称
- 1908年（明治41年）- 牛深尋常高等小学校天附分教場と改称
- 1941年（昭和16年）- 牛深国民学校天附分教場と改称
- 1947年（昭和22年）- 牛深小学校から独立し牛深町立天附小学校となる
- 1954年（昭和29年）- 牛深市立天附小学校と改称
- 2006年（平成18年）- 天草市立天附小学校と改称
- 2014年（平成26年）- 天草市立牛深小学校へ統合

## 学校周辺
- 牛深ハイヤ大橋
- 天草市天附体育館
- 天草市立天附保育園